# Eustraci (prevere)
Eustraci (en llatí Eustratius, en grec Εὐστράτιος) fou un prevere de l'església grega de Constantinoble autor d'una obra sobre la condició de l'anima després de la mort, on diu que continuava existint.
Va viure probablement al segle vi, tot i que no se'n sap res del cert tret del que es pot deduir de la seva obra, que anava dirigida contra aquells que pensaven que l'ànima moria juntament amb el cos.
Foci coneixia la seva obra i en va fer alguns extractes i, per tant, Eustraci hauria d'haver viscut abans d'ell. Com que cita a Dionís l'Areopagita forçosament ha de ser posterior, i a més se sap que les obres de Dionís van publicar-se cap a l'any 560, d'aquí es dedueix l'època en què va viure.
L'esmenta Lleó Al·laci a de Occidentalium atque Orientalium perpetua in Dogmate Purgatorii consensione. L'estil d'Eustraci, com remarca Foci, és clar, encara que molt diferent del grec clàssic, i els seus arguments són generalment sòlids.